# Aché (Ethnie)
Die Aché sind eine indigene Gruppe, die im Osten Paraguays lebt und die aufgrund ihrer Lebensweise zu den Jägern und Sammlern gezählt werden kann. Ihr gehören ca. 1500 Personen an.
Während der 1970er Jahre wurden sie unter dem Diktator Alfredo Stroessner aus ihrer Heimat in der Region des Departamento Alto Paraná vertrieben. Aufgrund mangelnder medizinischer Versorgung sollen bei der Vertreibung und Umsiedlung ca. 38 % der Aché an Krankheiten gestorben sein. Um das Jahr 2000 siedelten sie sich wieder in ihrer alten Heimat an.

## Allgemeines
Die früher als Guayaki oder Guayakí bezeichneten Aché leben heute im Osten Paraguays im zentralparaguayischen Bergland zwischen den Einzugsgebieten des Río Paraná und Río Paraguay. Das Gebiet ist zu 80 % von tropischem Regenwald bedeckt und erhebt sich zwischen 100 und 300 m über NN. Die Niederschlagsmenge beträgt ungefähr 1800 mm und die durchschnittlichen Temperaturen liegen um 35 °C im Januar und 10 °C im Juli.
Sie gehören zur Tupí-Guaraní-Sprachfamilie. Ihre Kultur ist von der Jagd und dem Nomadentum in den Wäldern geprägt. Es existieren noch vier Aché-Gruppen (die Ñacunday, die nördliche Gruppe, die Ypeti und die Yvytyruzu), die teilweise in den fünf Reservaten Perto Barra, Ypetymi, Cerro Moroti, Chupa Pou und Arroyo Bandera leben. Die früher als Südgruppe bezeichneten Aché existierten nur bis in die erste Hälfte des 20. Jahrhunderts. 1970 wurden 550 Aché gezählt, 1983 unter 1000 und 1989 leben in den Reservaten 685 Aché.

## Geschichte
Man vermutet, dass die Aché, wie die meisten der Tupi-Sprachfamilie, früher Bauern waren, jedoch von den Guaraní in die Wälder verdrängt wurden. Dies veränderte ihre wirtschaftliche Grundlage und die Aché wurden Nomaden. Es entwickelte sich die Jägerkultur, wie sie heute noch teilweise existiert. Die frühesten Aufzeichnungen über die Aché stammen von Chroniken der Jesuiten-Missionare aus dem 17. und 18. Jahrhundert. Es sind Zusammenfassungen von Expeditionen, wonach die Aché westlich des Paraná lokalisiert wurden. Der erste Kontakt zwischen Aché und dem Missionar Padre José de Insuarralde am Acaray erfolgte in den 30er und 40er Jahren des 17. Jahrhunderts. In der Folgezeit kam es immer wieder zu gewaltsamen Übergriffen, Missionierungen und Versklavungen.
Berichte über die Aché enden nach der Ausweisung der Jesuiten aus Paraguay 1768. Erst während des „Tripel-Allianz-Krieges“ gegen Paraguay im 19. Jahrhundert werden die Aché wieder erwähnt. Durch die Depopulation der Guarani dehnten sich die Gebiete der Aché erstmals wieder aus. Begegnungen zwischen Aché und Kolonisten waren in dieser Zeit keineswegs friedlicher Natur. Im 20. Jahrhundert folgte dann eine Zeit der friedlichen Begegnung. Jesus Manuel Pereira nahm Kontakt mit den Aché auf und versuchte, sie in Vorläufern der Reservate zu beschützen. Durch Infektionskrankheiten starben viele Aché und die Südgruppe ging in der Bevölkerung auf, starb oder kehrte in die Wälder zurück.
Seit den 1930er Jahren wurde mit allen vier verbleibenden Gruppen Kontakt aufgenommen. In den 1950er Jahren wurden erste Reservate geschaffen, in denen die Aché zum Teil noch heute leben. Besonders seit den 1960er Jahren besuchten Wissenschaftler die Reservate und eine Reihe von Publikationen über die Aché entstanden.

## Soziale, politische und wirtschaftliche Organisation

### Siedlungssystem
Das Siedlungssystem ist der Lebensweise der Aché angepasst. Wie bei den meisten Jäger- und Sammlerkulturen ziehen sie durch ihr Gebiet auf der Suche nach Beute und Essbarem. Deshalb errichten sie nur einfache Hütten, die sie nur wenige Tage benutzen. Die Aché haben zudem ein Rotationssystem, nach dem sie nur bestimmte Sektionen bejagen, um eine Regeneration der anderen Sektionen zu gewährleisten.
Die Aché reisen in Wildbeuter-Kleingruppen von 20 bis maximal 100 Personen. Im Durchschnitt leben 9 Erwachsene in einem Camp, das sie „enda“ nennen, was den Lagerplatz und die gemeinsam wandernde Gruppe bezeichnet. 1971 lebten die nördlichen Aché in zehn bis fünfzehn Camps auf einem Gebiet von ungefähr 20.000 km².

### Soziale Organisation

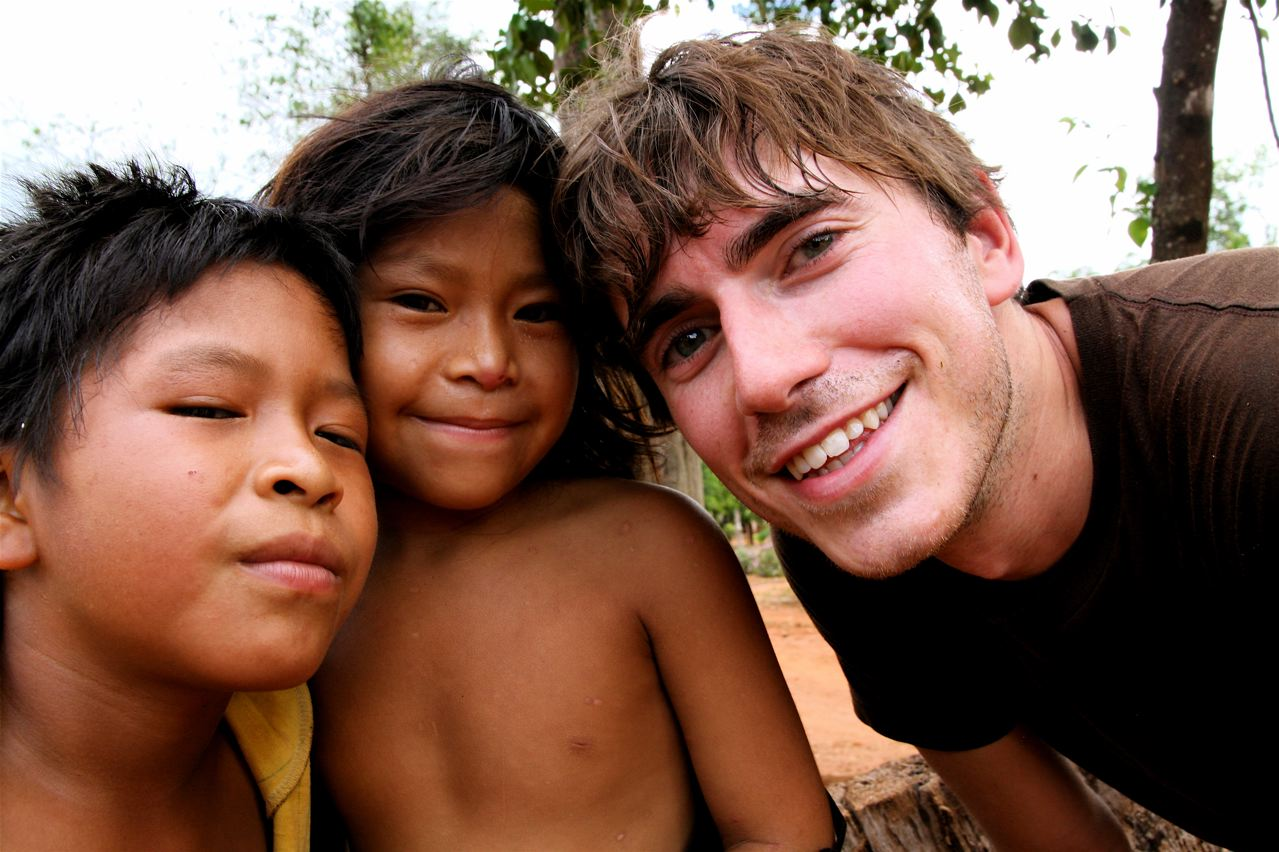
Fernsehmoderator Simon Reeve mit Aché-Kindern

Zu den engeren Verwandten zählen die Aché die Eltern, Kinder und meist noch die Geschwister der Eltern und deren Kinder. Sie alle gehören zur „enda“. Es gibt keine festen Residenzregeln, jedoch ziehen die Männer meist zu den Frauen (Uxorilokalität) oder das Paar sucht sich einen neuen Lagerplatz (Neolokalität).
Die Aché haben ein komplexes Allianzsystem. Die Heirat zwischen engen Verwandten und mit den „Jary“ ist verboten. Die „Jary“ sind die Paten eines Kindes. Es gibt drei „Jary“, die dafür zuständig sind, das Kind zu entbinden, zu waschen und sich um die Mutter zu kümmern, sowie das Neugeborene zu umsorgen. Die „Jary“ spielen ein Leben lang eine rituelle Rolle im Leben des Kindes und der Eltern. Sie begleiten die Kinder in allen Phasen ihrer Entwicklung und bei den Ritualen.
Ansonsten unterliegt die Wahl eines Partners keinen festen Regeln, wenn auch die älteren Männer gewisse Privilegien in der Wahl der meist jungen Mädchen haben. Frauen heiraten im Durchschnitt mit 15 Jahren und lassen sich oft mehrfach scheiden, sodass sie meist mit zwei bis fünf Männern Nachkommen zeugen. Selten lassen sich die Frauen aber nach dem 25. Lebensjahr scheiden, sondern bleiben dann bei ihrem Mann.
Männer hingegen heiraten mit ungefähr zwanzig nach ihrer Initiation als Mann und dürfen mehrere Frauen gleichzeitig heiraten. In der Gegenwart überwiegt die Monogamie, wahrscheinlich auch aufgrund des christlichen Einflusses. Die traditionelle Mehrehe ist fast verschwunden.
Die Stellung in der Gesellschaft der Aché wird durch das Alter und das Geschlecht bestimmt. Privilegien und Aufgaben richten sich nach diesen Prinzipien. Die soziale Entwicklung und Bedeutung der jungen Aché beginnt im Mutterleib. Dem Fötus werden übernatürliche Eigenschaften zugesprochen, z. B. die Fähigkeit, der werdenden Mutter zu zeigen, wo sich Jagdbeute aufhält. Nach der Geburt sind die Phasen je nach körperlicher Entwicklung unterschiedlich lang. Man kann sie in die Zeit vor, während und nach der Pubertät einteilen. Die verschiedenen Phasen werden von Riten und bestimmten Essvorschriften begleitet. Die Riten dienen dazu, die jungen Aché in die Pflichten der Gesellschaft (je nach Geschlecht) einzuführen. Die Essvorschriften zielen darauf ab, dass vor allem die männlichen Nachkommen nie das essen dürfen, was sie schon selbst erjagen könnten. So bleiben sie abhängig bis zum Zeitpunkt ihres Erwachsenwerdens mit ungefähr 25.
Tötungsdelikte zwischen den unterschiedlichen Gruppen innerhalb dieses Volkes und auch innerhalb ihrer Familien sind nicht ungewöhnlich. Fällt ein Mitglied der jeweiligen Gruppe zur Last, wird dieses getötet. Dabei werden auch Kinder und Babys erschlagen. So ist es Brauch, Kinder, deren Eltern gestorben sind, zu töten, damit es keine Waisen gibt.

### Politische Struktur
Die Aché sind eine akephale Kultur, da aufgrund der unbeständigen Gruppenorganisation kein Anführer herausgebildet wurde. Entscheidungen werden innerhalb einer Gruppe von den anwesenden Erwachsenen herbeigeführt. Dabei werden Mitglieder der Gruppe, die einen besonders hohen Beitrag zur Gemeinschaft leisten, bei Entscheidungen schwerer gewichtet.
Die Sprecher der Aché in den gegenwärtigen Reservaten werden ebenfalls gewählt. Sie können jedoch jederzeit wieder abgesetzt werden, wenn eine Gruppe, auch eine Minderheit, Neuwahlen fordert. Bis jetzt bekleideten nur Männer dieses Amt, wenn auch Frauen dies nicht verboten ist.

### Wirtschaftliche Organisation

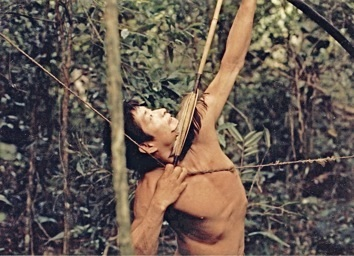
Jagd mit Pfeil und Bogen

Die Aché bestreiten zu 78 % ihre Zufuhr an Nahrungsenergie mit Fleisch. Die restlichen 22 % setzen sich aus Honig, Larven und Pflanzen zusammen. Mit einer Pro-Kopf-Zufuhr von mehr als 11.300 kJ (= 2.700 kcal) pro Tag sind die Aché überdurchschnittlich versorgt.
Da die Jagd die Grundlage der Gesellschaft ist, ist der Bogen als Jagdwaffe nicht nur ein Gebrauchsgegenstand, sondern hat auch eine kulturelle Bedeutung. Den Umgang mit dem Bogen üben schon Jugendliche. Der Bogen ist schwer zu handhaben, was gewollt ist, damit dem Bogenschießen eine noch höhere Bedeutung zukommt. Das Jagen ist nur den Männern vorbehalten, das Berühren des Bogens den Frauen sogar untersagt. Das Gleiche gilt für den Korb der Frauen, den nur sie berühren dürfen. Die Arbeitsteilung sieht vor, dass die Männer jagen, ca. sieben Stunden am Tag, und die Frauen sammeln (zwei Stunden täglich) und kümmern sich um das Camp und vor allem um die Kinder.
Typisch für eine egalitäre Sozialstruktur ist die weitgehend bedingungslose Verteilung des Essens unter den Gruppenmitgliedern. Neue Untersuchungen auf diesem Gebiet haben gezeigt, dass die Aché – vor allem jene, die noch in den Wäldern leben – dies in hohem Maße tun. Schon ab einer geringen Größe der Beute werden über 80 % der Nahrung mit anderen geteilt. Aché-Jäger legen ihre Beute außerhalb des Dorfes ab, damit die Gruppenmitglieder sie dort finden und auf alle Köpfe aufteilen können. Ebenso zuvorkommend handeln die Aché in konstruierten ökonomischen Spielen: Sie geben gern die Hälfte oder mehr an die Mitspieler ab und jedes Angebot wird ohne Rückfragen akzeptiert. Prahlerei und Ruhmsucht sind unter den Aché nicht vorhanden; man teilt gern und freiwillig.
Ebenso restriktiv sind etliche ethnoreligiös begründete Jagdtabus, die dafür sorgen sollen, die Wildbestände zu schonen.

## Religion
Die traditionelle Religion der Aché, zu der sich nach Angaben des evangelikal-fundamentalistisch ausgerichteten Bekehrungsnetzwerkes Joshua Project noch 45 Prozent bekennen, beruht auf einer mystischen Einheit vom Menschen mit der Natur und ihren Kreisläufen.
Danach reinkarniert die Seele Verstorbener in einem leiblichen Nachkommen. Vorher
kehrt sie jedoch in den Wald zurück und löst sich dort auf. Die einzelnen Bestandteile gehen teils in Pflanzen, teils in Tiere ein oder wandern ins Jenseits. Dabei verschmelzen sie zeitweilig mit den Naturerscheinungen, bevor sie sich wieder in einem Tier zusammenfinden, um dann beim Verzehr dieses Beutetieres in die werdenden Nachkommen zu gelangen. Damit nimmt das Kind die Elemente der Natur und gleichzeitig die Seelen der Vorfahren in sich auf. Diese Vorstellung hat zu einem Ahnenkult geführt. Wichtige Rituale sind meditative Lieder, die zu Jenseitsträumen führen, und die Simulation von Tod und Wiedergeburt durch freiwillige Folter bis zur Bewusstlosigkeit. Die meisten Kulte dienen dazu, den Seelenkreislauf zu unterstützen und zu erhalten.
Durch die heutige Vernichtung der Natur und die erzwungene Aufgabe der wildbeuterischen Lebensweise wird der Seelenkreislauf durchbrochen. Damit verlieren die Aché ihren Kontakt zu Tieren und Vorfahren – sie werden gesichts- und namenlos. Dies führt nicht selten zum frühzeitigen Todeswunsch der Menschen, die so dem „entseelten“ Schicksal entkommen wollen.
Der überlieferte Glaube nahm ein „Gleichgewicht des Himmels“ an: Verschiedene, einander feindlich gesinnte Gruppierungen unter den Seelen der Tiere, Pflanzen und Vorfahren und jenseitigen höheren Geistwesen kämpfen permanent miteinander. Seit dem Vordringen der Europäer und Amerikaner haben die bösen Kräfte die Oberhand gewonnen. Die Aché vergleichen dies mit dem Sieg des räuberischen „Blauen Jaguars“, eines höheren Wesens, das den Menschen feindlich gesinnt ist, selbst aber aus bestimmten, besonders wilden Bestandteilen menschlicher Seelen entstand. War das früher der Fall, bestand die Rettung der Aché darin, sich dem Sieg des Jaguars zu beugen und selbst ihre wildesten, unmenschlichsten Züge herauszukehren. Sowohl der blaue Jaguar als auch der Einfluss der Weißen fand in der Dichtkunst des Stammes ihren Niederschlag: Ein Lied erzählt etwa von einer Schreckensvision, wo Weiße und Jaguare regieren und die Sonne aufgefressen wird. Die Seele eines toten Aché verbindet sich in dieser neuen Welt mit den Weißen. Frieden mit den Weißen aber bedeutet Bruch mit den Vorfahren und somit Identitätsverlust.
Die Religion der Aché kennt keine spirituellen Spezialisten oder den Gebrauch von Rauschmitteln zu religiösen Zwecken.
Heute haben sich viele Aché notgedrungen mit ihrem Schicksal abgefunden. Die alten religiösen Überzeugungen sind jedoch so stark, dass sich viele vollkommen verzweifelt fühlen: Neben den oben genannten „freiwilligen“ Morden haben sich einige Aché von fundamentalistisch-protestantischen Missionaren des Millenarismus aus den USA bekehren lassen. Mit großer Hoffnung erwarten diese das nahe Ende der Welt, das nur derjenige überlebt, der bekehrt worden ist, während diejenigen Aché, die unter dem Einfluss der katholischen Mission stehen, alle durch einen Stern zerstört und den Krallen des Teufels ausgeliefert würden.

### Presse zum Genozid
- Tollwütige Ratten. Planmäßige Ausrottung, so warnen Völkerkundler, droht einem ganzen Indio-Stamm im Paraguay des Diktators Stroessner. In: Der Spiegel vom 25. Dezember 1972.
- Ronald Granz: Wie Tiere gejagt und getötet. In Paraguay sind die Ache-Indianer von der Ausrottung bedroht. In: Die Zeit vom 27. April 1973. Abgerufen am 26. Oktober 2013.